# Aqüeducte de la Vila
L'Aqüeducte de la Vila és un aqüeducte de Torà, a la comarca del Solsonès inclòs a l'Inventari del Patrimoni Arquitectònic de Catalunya.

## Descripció
Aqüeducte d'estil popular construït entre el segle xvii (1675) i el segle xix (1802). Aquesta conducció d'aigua, que, igual que l'aqüeducte dels frares, aprofitava l'aigua de les dues fonts que hi ha abans d'arribar a cal Porta, segueix el camí dels horts o l'anomenat "camí de les Casetes" en direcció a la vila.
El tram documentat transcorre per la cara interna de la paret de marge que segueix el camí, i tan sols és visible des de l'exterior mitjançant els diferents forats o obertures a tall de poternes que s'han practicat en el mur per tal de poder accedir a l'interior per netejar-lo.

## Notícies històriques
Segons la documentació de l'Arxiu municipal de Torà, l'any 1675 s'estipula que els picapedrers Cosme Jaques i el seu germà picaran els canals de pedra per portar l'aigua a la font, cobrant la xifra de 8 rals la cana.